# The Seat Filler
The Seat Filler è una commedia musicale statunitense del 2005 prodotta da Company Production of Magnolia Home Entertainment, Seat Filler Productions, Shake Martin Films e Strange Fruit Films.
Ha come protagonisti Kelly Rowland, Duane Martin, Melanie Brown, Kyla Pratt e Shemar Moore.

## Trama
La commedia racconta la storia di Derrick (Duane Martin), che è uno studente ed incontra un famoso cantante Jhnelle (Kelly Rowland), Jhenelle pensa che Derrick lavori nel mondo dello spettacolo e per far continuare la loro relazione la bugia che si è creata andrà avanti.

## Canzoni
Anche se nel film appaiono molte canzoni non è stata incisa alcuna colonna sonora; un'esecuzione di I Need a Love è stata pubblicata su YouTube il 27 aprile 2008.

## Incassi
Il film nella prima settimana ha incassato 4.812.287 dollari in 287 cinema piazzandosi fra i primi 20.
Il DVD è uscito il 28 giugno 2006 raggiungendo la quattordicesima posizione nella classifica Billboard degli Stati Uniti.